# Стародорозький район
Стародорозький район — адміністративна одиниця Білорусі, Мінська область.

## Адміністративний поділ
У Стародорозькому районі налічується 90 населених пунктів, з них місто Старі Дороги. Всі села належать до 8-и сільських рад:
- Горковська сільська рада → Березинка • Гірки • Добринка • Заболоття • Зарічне • Медведня • Новосілки • Паськова Гірка • Під`яменець • Пролетарський • Селище • Солон • Угли.
- Дражновська сільська рада → Дражно • Залужжя • Зелена Дуброва • Коритище • Ляди • Підоресся?.
- Новодорожська сільська рада → Борки • Буда • Дубровські Хутори • Іванівка • Каваличі • Лукошки • Метище • Мінковичи • Мінковичі-хутір • Нові Дороги • Нові Ісаєвичі • Нові Фаличі • Орехівка • Пастовичі • Ровань • Старі Фаличі • Штурма.
- Пасеківська сільська рада → Гостино • Пасіка • Рубежі • Рухове • Синегово • Шушерівка.
- Положевицька сільська рада → Бараново • Барберівка • Буденичі • Глядовичі • Дорошковичі • Кривоноси • Межилісся • Наша Нива • Петровичі • Положевичі • Пруси • Стражі • Щити.
- Стародорожська сільська рада → Олександрівка • Дубне • Кармази • Лаги • Макаричі • Новини • Оршаль • Слобідка • Старі Дороги • Старі Ісаевичі • Роз`їзд Фаличі • Шапчиці.
- Щитковицька сільська рада → Вишнівка • Гнездне • Застаріччя • Лави • Левки • Липівка • Малинівка • Мишевичі • Осовець • Теребути • Щитковичі.
- Язильська сільська рада → Боровики • Борок • Верхутино • Клітне • Кричин • Ліски • Осередок • Оточка • Рабак • Урбанівка • Язиль • Яковина Гряда.